# Domingo Valls
Domingo Valls (anche Domenec Valls) (fl. XIV secolo) è stato un pittore spagnolo, attivo a Tolosa tra il 1366 e il 1398.

## Biografia
È citato nel 1373 in una lettera del re Pietro IV di Aragona da cui risulta incaricato di terminare un retablo della chiesa di Albocàsser. Sulla base di questo documento si è pensato di potergli attribuire il Retablo dei due san Giovanni, conservato nella chiesa di Albocàsser ed una serie di opere che presentano forte somiglianza stilistiche, ma come ha sottolineato lo storico A. José Pitarch, questi dipinti, che riflettono le innovazioni di Borrassá e di Marzal de Sax, sono stati eseguiti da un artista di una generazione posteriore a quella di Valls: lo studioso ha proposto il nome di Pere Lembrí.